# مانويل غيديس
مانويل غيديس هو لاعب كرة قدم برتغالي في مركز الدفاع، ولد في 2 مايو 1953 في جوندومار في البرتغال. لعب مع سبورتينغ براغا.